# Ochsengarten (Presseck)
Ochsengarten ist ein Gemeindeteil des Marktes Presseck im Landkreis Kulmbach (Oberfranken, Bayern). Ochsengarten liegt in der Gemarkung Schlackenreuth.

## Geografie
Die Einöde liegt am rechten Talhang des Schlackenmühlbachs, eines rechten Zuflusses des Großen Rehbachs. Ein Anliegerweg führt nach Trottenreuth (0,6 km nördlich).

## Geschichte
Gegen Ende des 18. Jahrhunderts bestand Ochsengarten aus einem Hof. Das Hochgericht sowie die Grundherrschaft übte die Herrschaft Wildenstein aus.
Mit dem Gemeindeedikt wurde Ochsengarten dem 1808 gebildeten Steuerdistrikt Presseck und der 1818 gebildeten Ruralgemeinde Schlackenreuth zugewiesen. Am 1. Januar 1972 wurde Ochsengarten im Rahmen der Gebietsreform in die Gemeinde Presseck eingegliedert.

### Einwohnerentwicklung
| Jahr      | 001809 | 001818 | 001861 | 001871 | 001885 | 001900 | 001925 | 001950 | 001961 | 001970 | 001987 |
| Einwohner | 4      |        | 15     | 20     | 16     | 19     | 11     | 5      | 5      | 4      | 4      |
| Häuser    |        | 1      |        |        | 2      | 2      | 2      | 1      | 1      |        | 1      |
| Quelle    | [ 9 ]  | [ 6 ]  | [ 10 ] | [ 11 ] | [ 12 ] | [ 13 ] | [ 14 ] | [ 15 ] | [ 16 ] | [ 17 ] | [ 1 ]  |

## Religion
Ochsengarten ist seit der Reformation evangelisch-lutherisch geprägt und nach Heilige Dreifaltigkeit (Presseck) gepfarrt.